# Sara Goller
Sara Goller (Starnberg, 21 mei 1984; tegenwoordig Sara Niedrig) is een Duits voormalig beachvolleyballer. Met Laura Ludwig werd ze tweemaal Europees kampioen en viermaal Duits kampioen.

## Carrière

### 1999 tot en met 2005
Goller begon met beachvolleybal in 1999 en speelde vervolgens met verschillende partners. Met Martina Stein nam ze in 2002 deel aan de wereldkampioenschappen voor junioren in Catania. Hetzelfde jaar maakte ze met Ulrike Schmidt in Marseille haar debuut in de FIVB World Tour. In 2003 won ze met Friederike Romberg de Europese titel onder 20. Daarnaast behaalde ze met Anja Günther een vijfde plaats bij zowel de Duitse kampioenschappen in Timmendorfer Strand als de WK voor junioren in Saint-Quay-Portrieux. Bij laatstgenoemde toernooi eindigde ze een jaar later in Porto Santo met Ilka Semmler eveneens als vijfde.
Vanaf 2004 vormde Goller verder een team met Laura Ludwig. Zij behaalden hetzelfde seizoen de derde plaats bij de EK onder 23 in Brno en deden voor het eerst mee aan de Europese kampioenschappen in Timmendorfer Strand. In 2005 wonnen Goller en Ludwig zilver bij de EK onder 23 in Mysłowice en brons bij de nationale kampioenschappen. Datzelfde jaar deden ze ook voor het eerst mee aan de wereldkampioenschappen in Berlijn. Ze eindigden als zeventiende nadat ze in de derde herkansingsronde werden uitgeschakeld door het Braziliaanse duo Ana Paula Connelly en Leila Barros.

### 2006 tot en met 2008
De doorbraak van Goller en Ludwig kwam in 2006 toen ze in St. Pölten de Europese titel onder 23 wonnen, hun eerste toptienklassering in de World Tour behaalden met een vijfde plaats in Acapulco en vierde werden bij de EK in Den Haag. Bovendien wonnen ze de nationale titel door in de finale Rieke Brink-Abeler en Hella Jurich te verslaan. Het seizoen daarop won het duo de zilveren medaille bij de EK in Valencia achter het Griekse tweetal Vassiliki Arvaniti en Vasso Karadassiou. In de World Tour behaalde het duo de tweede plaats in Espinho, de derde plaats in Klagenfurt, de vierde plaats in Stavanger en de vijfde plaats in Marseille. Ze wisten daarnaast hun nationale titel te verdedigen tegen Helke Claasen en Antje Röder. Bij de WK in Gstaad kwamen Goller en Ludwig niet verder dan de zestiende finale die verloren werd van het Amerikaanse duo Nicole Branagh en Elaine Youngs.
In 2008 werden Goller en Ludwig Europees kampioen door in Hamburg het Noorse duo Nila Ann Håkedal en Ingrid Tørlen in de finale te verslaan. Ze speelden verder acht wedstrijden in de World Tour met als beste resultaat twee vijfde plaatsen (Adelaide en Parijs). In Peking bereikte het duo bij de Olympische Spelen de achtste finale waar het werd uitgeschakeld door de Oostenrijkse zussen Doris en Stefanie Schwaiger. Bij de Duitse kampioenschappen wonnen ze ten koste van Brink-Abeler en Jurich voor derde keer op rij de titel.

### 2009 tot en met 2012

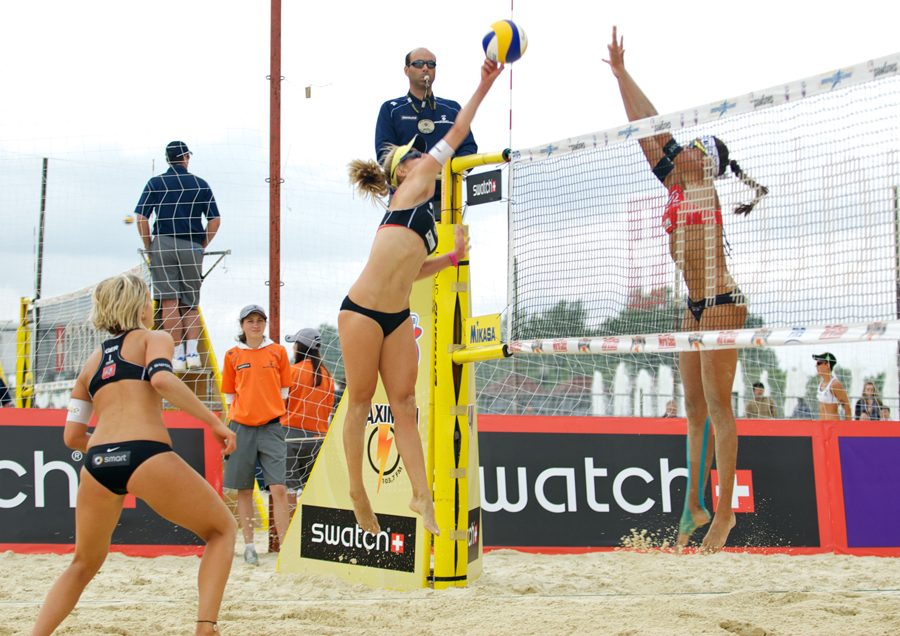
Goller (midden) met Ludwig (links) in actie aan het net tegen Semmler (rechts) bij de Grand Slam in Moskou (2012)

In 2009 behaalden Goller en Ludwig zowel bij de World Tour-toernooien in Brasilia, Moskou en Marseille als bij de nationale kampioenschappen de derde plaats. Verder wonnen ze bij de EK in Sotsji de zilveren medaille achter het Letse duo Inese Jursone en Inguna Minusa. Bij de WK in Stavanger haalde het duo de achtste finale waar ze werden uitgeschakeld door het Amerikaanse duo Tyra Turner en Angela Akers. Het jaar daarop bereikten ze de finale in Brasilia, Rome, Gstaad en Sanya, maar geen van de toernooien wisten Goller en Ludwig te winnen. In Klagenfurt eindigden ze als derde. Daarnaast werd het duo in 2010 voor de tweede keer Europees kampioen door in Berlijn landgenoten Katrin Holtwick en Ilka Semmler in de finale te verslaan.
In 2011 wonnen Goller en Ludwig de bronzen medaille bij de EK in Kristiansand. Ze werden bovendien voor de vierde keer nationaal kampioel. De World Tour was minder succesvol, met enkel een podiumplaats in Stavanger. Het duo werd in de achtste finale van de WK in Rome uitgeschakeld door de Amerikaanse Misty May-Treanor en Kerri Walsh. Een jaar later behaalden ze in de World Tour alleen in Rome een podiumplaats en bij de EK in Scheveningen eindigden ze op de negende plaats. Bij de Olympische Spelen in Londen bereikten Goller en Ludwig de kwartfinale. Ze werden uitgeschakeld door het Braziliaanse duo Larissa França en Juliana Felisberta da Silva en eindigden als vijfde. Tijdens de nationale kampioenschappen hielden Goller en Ludwig na twee nederlagen het toernooi voor gezien en in september 2012 beëindigde Goller haar sportieve carrière.

## Palmares
Kampioenschappen
- 2003:  EK U20
- 2004:  EK U23
- 2005:  EK U23
- 2005:  NK
- 2006:  EK U23
- 2006:  NK
- 2007:  EK
- 2007:  NK
- 2008:  EK
- 2008: 9e OS
- 2008:  NK
- 2009: 9e WK
- 2009:  EK
- 2009:  NK
- 2010:  EK
- 2010:  NK
- 2011: 9e WK

- 2011:  EK
- 2011:  NK
- 2012: 5e OS

FIVB World Tour
- 2007:  Espinho Open
- 2007:  Grand Slam Klagenfurt
- 2009:  Brasilia Open
- 2009:  Grand Slam Moskou
- 2009:  Grand Slam Marseille
- 2010:  Brasilia Open
- 2010:  Grand Slam Rome
- 2010:  Grand Slam Gstaad
- 2010:  Grand Slam Klagenfurt
- 2010:  Sanya Open
- 2011:  Grand Slam Stavanger
- 2012:  Grand Slam Rome

## Persoonlijk
Goller heeft moderne Duitse literatuur gestudeerd aan de Universiteit Hamburg. Ze trouwde in 2013 en voert sindsdien de achternaam Niedrig.